# Ashleigh Pilbrow
Ashleigh Gordon Pilbrow (* 1. Juli 1912 im London Borough of Barnet; † 2. Mai 1995 in Beaulieu) war ein britischer Hürdenläufer.
Bei den British Empire Games 1934 in London gewann er für England startend Bronze über 120 Yards Hürden und wurde Sechster über 440 Yards Hürden.
1936 schied er bei den Olympischen Spielen in Berlin über 110 m Hürden im Vorlauf aus.
1935 wurde er Englischer Hallenmeister über 70 Yards Hürden.